# 松ヶ瀬信号場
松ヶ瀬信号場（まつがせしんごうじょう）は、かつて山口県厚狭郡山陽町（現・山陽小野田市）厚狭にあった、西日本旅客鉄道（JR西日本）美祢線の信号場である。
美祢線で2番目に駅間の長い湯ノ峠駅と厚保駅の間に設けられ、現存する鴨ノ庄信号場（厚狭駅 - 湯ノ峠駅間）共々、美祢線美祢駅 - 宇部線宇部港駅間に多数運転されていた石炭・石灰石輸送の専用貨物列車を捌くために設けられていた。駅間距離だけを比較すると松ヶ瀬信号場のある湯ノ峠 - 厚保間の方が鴨ノ庄信号場のある厚狭 - 湯ノ峠間より長かったが、比較的開けた土地に位置していた鴨ノ庄信号場と異なり、蛇行する厚狭川沿いの崖との間に走る線路のごくわずかなスペースを利用して設けられたもので、信号場へのアクセスもきわめて困難（川と線路に挟まれた細い未舗装路を歩くしかなかった）というロケーションもあって使い勝手が悪く、専用貨物列車の本数も宇部伊佐専用道路へのシフトにより激減したこともあって、長い駅間であっても信号場を必要とするほどの運行本数でなくなったことから、施設が廃止となった。
現在は信号場跡は単線線路に置き換わり、交換作業時に使用していたホーム跡のみが残されている。

## 歴史
- 1963年（昭和38年）10月1日：日本国有鉄道の信号場として開設[1]。
- 1987年（昭和62年）4月1日：国鉄分割民営化によりJR西日本に継承[1]。
- 1997年（平成9年）3月22日：廃止[1][2]。

## 隣の施設
西日本旅客鉄道（JR西日本）
美祢線
湯ノ峠駅 - 松ヶ瀬信号場 - 厚保駅